# Sport (испанская газета)
Sport («Спорт») — ежедневная испанская спортивная газета, которая выходит в Барселоне. Была основана в 1978 году. Четвёртое по популярности спортивное издание Испании после мадридских газет Marca и Diario AS и барселонской Mundo Deportivo.. В 2019 году газету купила медиагруппа Grupo Zeta.

## История
Первый тираж газеты Sport вышел в Барселоне 3 ноября 1979 года.
Газета освещает в первую очередь новости футбольного клуба «Барселона», а также «Эспаньола» и других местных спортивных команд по баскетболу, моторным видам спорта, велоспорту, гандболу и теннису.